# Correlação quântica
A correlação quântica é a mudança esperada nas características físicas à medida que um sistema quântico passa por um site de interação. Em outras palavras, o termo correlação quântica passou a significar o valor esperado do produto dos resultados nos dois lados. Ela (por exemplo, emaranhamento e discórdia) é uma característica fundamental da mecânica quântica, que é conhecida por estar no centro de várias aplicações em potencial, como codificação superdensa, teletransporte quântico e criptografia quântica.

## Testes de Bell
No artigo de John Bell, de 1964, que inspirou os testes de Bell, supunha-se que os resultados A e B pudessem assumir apenas um dos dois valores, -1 ou +1. Concluiu-se que o produto também poderia ser apenas -1 ou +1, para que o valor médio do produto fosse
{\displaystyle {\frac {N_{++}-N_{+-}-N_{-+}+N_{--}}{N_{total}}}}
onde, por exemplo, N++  é o número de ocorrências simultâneas ("coincidências") do resultado +1 nos dois lados do experimento.
Em experimentos reais, porém, os detectores não são perfeitos e geralmente existem muitos resultados nulos. A correlação ainda pode ser estimada usando a soma das coincidências, já que claramente os zeros não contribuem para a média, mas na prática, em vez de dividir por Ntotal, tornou-se habitual dividir por
{\displaystyle N_{++}+N_{+-}+N_{-+}+N_{--}}
o número total de coincidências observadas. A legitimidade desse método baseia-se no pressuposto de que as coincidências observadas constituem uma amostra justa dos pares emitidos.
Seguindo as premissas realistas locais, como no artigo de Bell de 1964, a correlação quântica estimada convergirá após um número suficiente de ensaios para
{\displaystyle QC(a,b)=\int d\lambda \rho (\lambda )A(a,\lambda )B(b,\lambda )}
onde aeb são configurações do detector e λ é a variável oculta, extraída de uma distribuição ρ (λ).
A correlação quântica é a principal estatística no CHSH e algumas das outras "desigualdades de Bell", cujos testes abrem caminho para a discriminação experimental entre a mecânica quântica, por um lado, e o realismo local ou a teoria das variáveis ocultas locais, por outro.

## Experimentos fora do teste de Bell
As correlações quânticas dão origem a vários fenômenos, incluindo, por exemplo, interferência de partículas separadas no tempo.

## Teorema de Bell para redes quânticas
Uma nova forma de correlação quântica pode se tornar uma nova versão do teorema de Bell, específica para redes quânticas. Três pares de fótons emaranhados são colocados em uma rede. Quando os cientistas forçaram dois fótons de pares separados a se emaranham, a conexão também foi feita com seu fóton duplo presente em outro local da rede, formando um triângulo altamente correlacionado. Os cientistas sugerem que ele criará novas aplicações em criptografia enquanto revive a física quântica em seu nível mais fundamental. Toda ação realizada em um dos dois fótons afeta o fóton "gêmeo". Os cientistas forçaram os dois fótons em cada vértice do triângulo a emaranhar, fazendo-os interagir uns com os outros, antes de medi-los. Eles finalmente mostraram que qualquer teoria física local não poderia explicar as estatísticas decorrentes dessas medidas.